# Почтовые индексы в Казахстане

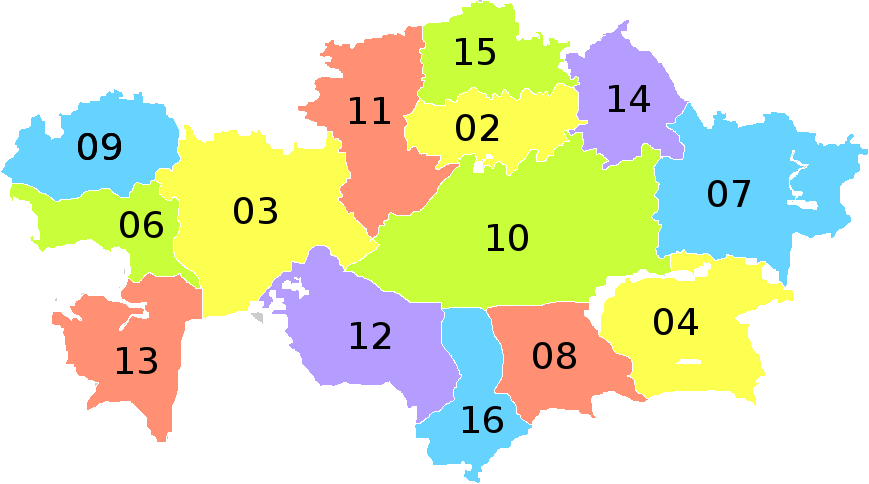
Соотношение регионов Казахстана с префиксами почтового индекса в 2004—2015 годах

Почтовые индексы в Казахстане — цифро-буквенная система почтовой индексации, принятая в Казахстане и состоящая из семи символов.

## Описание
Первый символ почтового индекса (буква латинского алфавита) определяет регион страны, в котором находится почтовое отделение, следующие два — номер города, района области, последние четыре — отдельное строение.
Пример:
Z05 K6D9,
где
Z — город Астана;
05 — Есильский район Астаны;
K6D9 — дом 34 по улице Сарайшык.

Ранее, в 2004—2015 годах, действовала шестизначная цифровая система.

## Регионы и коды
| Новые индексы (с 2015) | Старые индексы (2004—2015) | Советские индексы (до 2004) | Регион                                    |
| ---------------------- | -------------------------- | --------------------------- | ----------------------------------------- |
| Zyy zzzz               | 01xxxx                     | 473xxx                      | Астана                                    |
| Cyy zzzz               | 02xxxx                     | 474ххх—476ххх               | Акмолинская область                       |
| Dyy zzzz               | 03xxxx                     | 463xxx—464ххх               | Актюбинская область                       |
| Byy zzzz               | 04xxxx                     | 481ххх—483ххх               | Алматинская область                       |
| Byy zzzz               | 04xxxx                     | 488ххх—489ххх               | Жетысуская область                        |
| Ayy zzzz               | 05xxxx                     | 480xxx                      | Алматы                                    |
| Eyy zzzz               | 06xxxx                     | 465xxx—466ххх               | Атырауская область                        |
| Fyy zzzz               | 07xxxx                     | 492xxx—493ххх               | Восточно-Казахстанская область            |
| Fyy zzzz               | 07xxxx                     | 490xxx—491ххх               | Абайская область                          |
| Hyy zzzz               | 08xxxx                     | 484xxx—485xxx               | Жамбылская область                        |
| Lyy zzzz               | 09xxxx                     | 417xxx—419ххх               | Западно-Казахстанская область             |
| Myy zzzz               | 10xxxx                     | 470xxx—472ххх               | Карагандинская и Улытауская области       |
| Pyy zzzz               | 11xxxx                     | 458xxx—459ххх               | Костанайская область                      |
| Nyy zzzz               | 12xxxx                     | 467ххх—468ххх               | Кызылординская область (включая Байконыр) |
| Ryy zzzz               | 13xxxx                     | 466ххх                      | Мангистауская область                     |
| Syy zzzz               | 14xxxx                     | 637xxx—638xxx               | Павлодарская область                      |
| Tyy zzzz               | 15xxxx                     | 642xxx—643ххх               | Северо-Казахстанская область              |
| Xyy zzzz               | 16xxxx                     | 486xxx—487ххх               | Туркестанская область и Шымкент           |
| 1. 2. 3. 4. 5. 6.      |                            |                             |                                           |